# Catete (Rio de Janeiro)
Catete és un barri de la Zona Sud de la ciutat de Rio de Janeiro, Brasil.
És una zona exclusiva que s'ha desenvolupat en els últims anys, amb una important presència del comerç formal i artesanal i una població en la seva majoria de classe mitjana i mitjana alta.
La seva principal referència és el Palau de Catete, que va ser seu del govern de la República durant 63 anys, actualment obert als visitants com a Museu de la República, amb amplis i elegants jardins d'ús públic.
La seva arquitectura és predominantment colonial, ja que la seva ocupació data d'abans de l'arribada de la família portuguesa a Brasil, i conserva bona part del seu patrimoni arquitectònic.
Quan el govern es va traslladar a Brasília, Catete va perdre el seu caràcter aristocràtic. Avui destaca com a important centre comercial, mantenint viva la seva història en antigues cases i pisos de mitjans del segle xix, amb grans condominis residencials.

## Toponímia
Cateté significa en llengua tupi matoll tancat i corresponia a un braç del riu Carioca que, seguint el contorn del pujol de Glória, desembocava en el mar.

## Ubicació i àrea territorial
Es troba a la Zona Sud de la ciutat i limita amb els barris Glória, Laranjeiras, Santa Teresa i Flamengo. Comparteix la Regió Administrativa IV (Botafogo) amb els barris Botafogo, Cosme Velho, Flamengo, Glória, Humaitá, Laranjeiras i Urca.

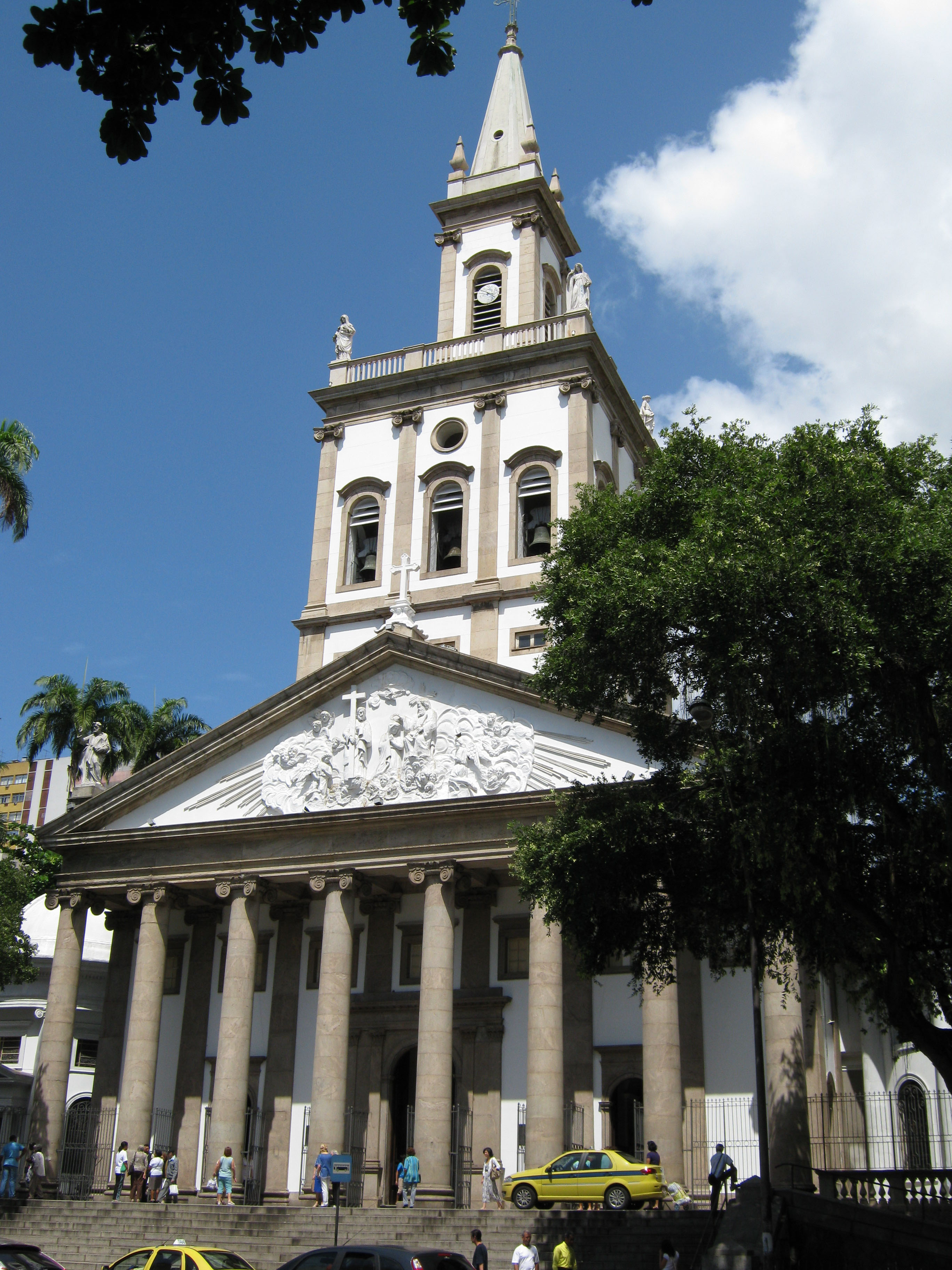
Església de Nostra Senyora de la Glòria.

Catete ocupa 68,10 hectàrees, la qual cosa el converteix en un dels barris més petits de la ciutat, situat en el lloc 149 entre els 160 barris de Rio de Janeiro. El 83,31% del seu territori correspon a àrees urbanitzades i/o alterades.
Alguns habitants de la zona consideren a Largo de Machado com un petit barri entre Catete, Flamengo i Laranjeiras, encara que la prefectura de Riu no l'inclou oficialment entre els 160 barris de la ciutat, sent aquesta una part de Catete.

## Població
El 2000, quan va ser realitzat l'últim cens, el barri tenia 21.724 habitants distribuïts en 68,1 hectàrees, amb una densitat demogràfica de 319 habitants per hectàrea. Hi ha 9.540 homes i 12.184 dones. Hi ha un total de 8.600 domicilis al barri, dels quals 2.312 tenen un sol habitant i en 2.611 hi viuen dues persones.
A Catete hi ha tres escoles municipals, amb un total de 1.370 alumnes.
El barri exhibeix una taxa d'alfabetització d'adults del 96,65 %, una esperança de vida de 74,99 anys i un Índex de desenvolupament humà de 0,901 (similar al de Barhein, la qual cosa el situa en la posició 26 entre els 160 barris de Rio amb major IDH.

## Història

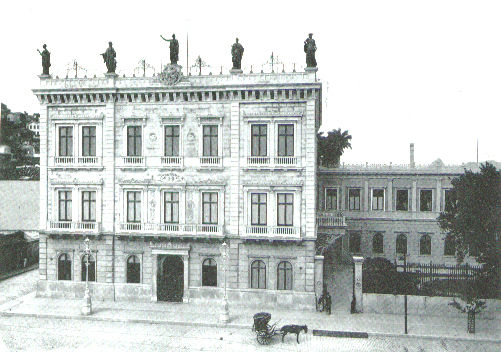
Palau de Catete el 1897 (foto de Marc Ferrez)

El carrer principal del barri (avui Rua do Catete, via de comunicació entre el centre de la ciutat i la Zona Sud) existia abans de l'arribada de portuguesos i francesos a Rio de Janeiro, ja que és esmentat en antics relats que descriuen les batalles entre Portugal i França. El lloc era habitat pels indis del llogaret Uruçumirim (uruçu=abella; mirim=petit).
Al segle xviii van començar a sorgir les primeres xacres, com la del Baró de Mauá (l'empresari i economista Irineu Evangelista de Sousa). El 1778, la família Valdetaro va adquirir terres a la zona, on Manoel Jesus de Valdetaro va edificar una mansió davant de la plaça que passaria a dir-se Largo do Valdetaro.
En les primeres dècades de 1800, nobles i comerciants adinerats van construir mansions al llarg del carrer Catete. Al maig de 1858, el baró de Nova Friburgo (Antonio Clemente Pinto) va comprar una casa en aquest mateix carrer, que va demolir per erigir un nou edifici, el Palau Nova Friburgo, al que es va mudar el 1866. Alguns anys després ho va vendre i va passar per diverses mans fins que, el 24 de febrer de 1897, es va convertir en el Palau de Catete, seu de la Presidència de la República. Setze presidents van fixar la residència en el palau.
El Palau de Catete comptava en els seus fons amb un embarcador. L'escassa popularitat d'Arthur Bernardes (president entre 1922 i 1926) va fer que moltes vegades sortís de l'edifici utilitzant una embarcació per evitar contacte amb la població. Aquest embarcador va ser destruït en l'època de la construcció de l'Aterro do Flamengo.
Al cap dels anys els límits del barri es van anar estrenyent (per l'expansió de Santa Teresa) i la platja va quedar més lluny dels seus carrers (amb la creació de l'Aterro do Flamengo, terreny guanyat al mar).
Getúlio Vargas va assumir com a cap del govern provisional al novembre de 1930, la qual cosa va significar el retorn del màxim mandatari al Palau de Catete (Washington Luís havia fixat com a residència el Palau Guanabara, ja que considerava que oferia més privadesa que Catete). Després d'un període convuls de la història política del país, Getúlio Vargas es va suïcidar el 24 d'agost de 1954, a la seva habitació del Palau de Catete. En aquesta cambra del tercer pis s'exhibeix la roba de dormir que portava el dia de la seva mort, així com el revòlver i el projectil que va utilitzar aquella matinada per acabar amb la seva vida.
El 21 d'abril de 1960, la capital va ser traslladada a Brasília i el palau es va convertir en el Museu de la República, un complex cultural dotat d'amplis jardins d'accés públic.

## Llocs destacats

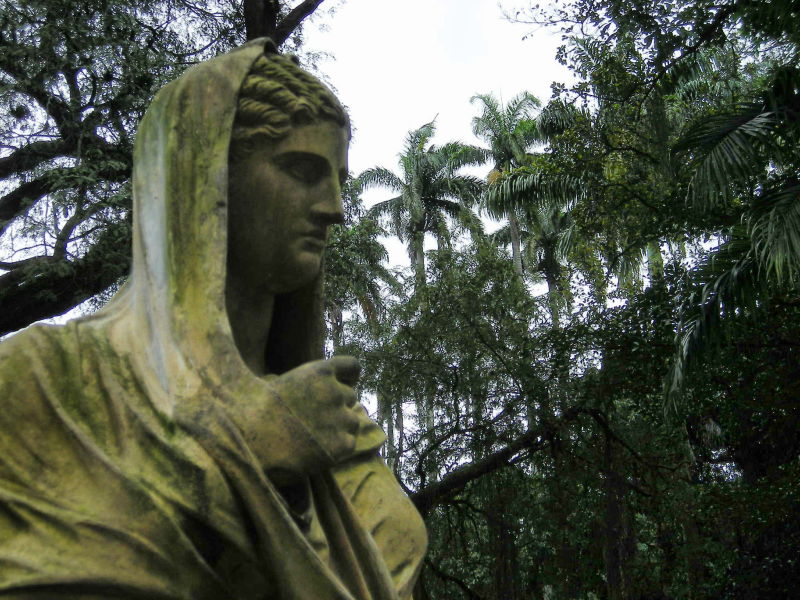
Una escultura en els jardins del Palácio do Catete

- Palau de Catete i Museu de la República: antiga seu de govern de Brasil.
- Largo do Machado: antic Campo das Pitangueiras, la seva denominació ve del comerciant André Nogueira Machado, propietari d'una xacra que es trobava en aquest lloc. Entorn de la plaça hi ha galeries comercials, restaurants i nombroses botigues de flors.[3]
- Església de Nossa Senhora da Glória: aixecada en el Largo do Machado i conclosa el 1872, projecte dels francesos Koeler i Riviére, en estil neoclàssic.
- Col·legi Sant Antônio Maria Zaccaria: inaugurat el 1940, en el lloc on estava emplaçada des de 1911 una capella.[7]
- Centre Nacional de Folklore i Cultura Popular i Museu do Folklore Edison Carneiro: situat al costat del Palácio do Catete, amb 13 mil objectes i 130 mil documents bibliogràfics.[9]

## Transport
El carrer principal del barri és rua do Catete.
La primera línia de trens elèctrics de Rio de Janeiro (els de el Jardim Botânico) va ser inaugurada el 1892 en el Largo do Machado. Actualment, pel barri no només passen nombroses línies del col·lectiu, sinó que a més l'estació de metro Llargo do Machado (propera al Palácio do Catete) es un important lloc de trànsit.